# Амаді Камара
Амаді́ Камара́ (фр. Amady Camara; нар. 28 травня 2005, Бамако) — малійський футболіст, нападник австрійського клубу «Штурм» і збірної Малі. На правах оренди виступає за французький «Нант».

## Клубна кар'єра

### «Штурм»
Вихованець футбольної академії малійського клубу «Діарра». В липні 2023 року перейшов в австрійський «Штурм», підписавши професіональний контракт. Одразу після переходу почав виступати за резервну команду, за яку дебютував 30 липня в матчі Другої ліги проти «Санкт-Пельтена». 13 серпня в поєдинку проти «Флорідсдорфа» забив свій перший гол у професіональній кар'єрі.
27 вересня 2023 року дебютував в основному складі «Штурма», вийшовши на заміну Шимону Влодарчику в матчі Кубка Австрії проти «Леобендорфа». 12 листопада 2023 року в поєдинку проти клубу «Аустрії» (Клагенфурт) дебютував в австрійській Бундеслізі, замінивши Браяна Тейшейру. Вийшовши на поле в тій грі, він став ювілейним, 4000-им, гравцем в історії австрійської Бундесліги з моменту створення турніру 1974 року. 15 лютого 2024 року в матчі плей-оф Ліги конференцій УЄФА проти словацького «Слована» дебютував у єврокубках. У цій грі також забив свій перший гол за «Штурм». 19 травня 2024 року в матчі проти клагенфуртської «Аустрії» вперше відзначився м'ячем в австрійській Бундеслізі. В своєму дебютному сезоні провів 24 зустрічі за «Штурм», відзначившись двома м'ячами, а також допоміг команді оформити «золотий» дубль: виграти Бундеслігу та Кубок Австрії.
19 вересня 2024 року в матчі загального етапу проти французького «Бреста» дебютував у Лізі чемпіонів УЄФА.

#### Оренда в «Нант»
9 серпня 2025 року відправився в сезонну оренду у французький «Нант». 17 серпня дебютував за нову команду в матчі Ліги 1 проти клубу «Парі Сен-Жермен», вийшовши на заміну Мостафі Мохамеду.

## Кар'єра в збірній
Виступав за збірну Малі до 20 років.
3 вересня 2024 року вперше викликаний до збірної Малі головним тренером Томом Сайнтфітом для участі в матчах відбіркового турніру до Кубка африканських націй 2025 проти збірних Мозамбіку та Есватіні. 6 вересня в поєдинку з Мозамбіком дебютував за збірну Малі, замінивши Адаму Траоре.

## Статистика виступів

### Клубна статистика
Станом на 17 серпня 2025
| Клуб              | Сезон             | Чемпіонат         | Чемпіонат | Чемпіонат | Кубок | Кубок | Єврокубки | Єврокубки | Інші  | Інші | Всього | Всього |
| Клуб              | Сезон             | Дивізіон          | Матчі     | Голи      | Матчі | Голи  | Матчі     | Голи      | Матчі | Голи | Матчі  | Голи   |
| ----------------- | ----------------- | ----------------- | --------- | --------- | ----- | ----- | --------- | --------- | ----- | ---- | ------ | ------ |
| Штурм II          | 2023–24           | Друга ліга        | 13        | 6         | —     | —     | —         | —         | —     | —    | 13     | 6      |
| Штурм II          | 2024–25           | Друга ліга        | 1         | 0         | —     | —     | —         | —         | —     | —    | 1      | 0      |
| Штурм II          | Всього            | Всього            | 14        | 6         | 0     | 0     | 0         | 0         | 0     | 0    | 14     | 6      |
| Штурм             | 2023–24           | Бундесліга        | 17        | 1         | 3     | 0     | 4         | 1         | 0     | 0    | 24     | 2      |
| Штурм             | 2024–25           | Бундесліга        | 19        | 0         | 3     | 0     | 4         | 0         | 0     | 0    | 26     | 0      |
| Штурм             | 2025–26           | Бундесліга        | 0         | 0         | 1     | 1     | 0         | 0         | 0     | 0    | 1      | 1      |
| Штурм             | Всього            | Всього            | 36        | 1         | 7     | 1     | 8         | 1         | 0     | 0    | 51     | 3      |
| → Нант            | 2025–26           | Ліга 1            | 1         | 0         | 0     | 0     | 0         | 0         | 0     | 0    | 1      | 0      |
| Всього за кар'єру | Всього за кар'єру | Всього за кар'єру | 51        | 7         | 7     | 1     | 8         | 1         | 0     | 0    | 66     | 9      |

1. ↑  Матчі в Лізі конференцій УЄФА
2. ↑  Матчі в Лізі чемпіонів УЄФА

### Міжнародна статистика
Станом на 10 вересня 2024 
| Збірна            | Сезон             | Товариські | Товариські | Офіційні | Офіційні | Всього | Всього |
| Збірна            | Сезон             | Матчі      | Голи       | Матчі    | Голи     | Матчі  | Голи   |
| ----------------- | ----------------- | ---------- | ---------- | -------- | -------- | ------ | ------ |
| Малі              |                   |            |            |          |          |        |        |
| 2024              | 0                 | 0          | 2          | 0        | 2        | 0      |        |
| Всього за кар'єру | Всього за кар'єру | 0          | 0          | 2        | 0        | 2      | 0      |

### Матчі за збірну
Станом на 10 вересня 2024 
| Матчі Амаді Камара за збірну Малі | Матчі Амаді Камара за збірну Малі | Матчі Амаді Камара за збірну Малі | Матчі Амаді Камара за збірну Малі | Матчі Амаді Камара за збірну Малі | Матчі Амаді Камара за збірну Малі | Матчі Амаді Камара за збірну Малі | Матчі Амаді Камара за збірну Малі |
| №                                 | Дата                              | Суперник                          | Рахунок                           | Голи                              | Картки                            | Хвилини                           | Змагання                          |
| --------------------------------- | --------------------------------- | --------------------------------- | --------------------------------- | --------------------------------- | --------------------------------- | --------------------------------- | --------------------------------- |
| 1                                 | 6 вересня 2024                    | Мозамбік                          | 1–1                               |                                   |                                   | 27'                               | Відбіркові матчі КАН-2025         |
| 2                                 | 10 вересня 2024                   | Есватіні                          | 1–0                               |                                   |                                   | 72'                               | Відбіркові матчі КАН-2025         |

Всього: 2 матчі / 0 голів; 1 перемога, 1 нічия, 0 поразок.

## Досягнення
«Штурм»
- Чемпіон Австрії (2): 2023–24[28], 2024–25[29]
- Володар Кубка Австрії: 2023–24[30]